# Icarus Verilog
Icarus Verilog — компилятор языка описания аппаратуры Verilog. Он поддерживает версии 1995, 2001 и 2005, частично SystemVerilog и некоторые расширения. Используется для симуляции и верификации проектов. Кроме того, в версиях с 0.2 по 0.8 мог использоваться для синтеза (в формат XNF), для ПЛИС Xilinx.
Icarus Verilog доступен для OpenSolaris x86, FreeBSD, Linux, AIX, Windows и Mac OS X. Выпускается под лицензией GNU General Public License.
Версии Icarus 0.9 включает iverilog — компилятор Verilog с препроцессором и плагинами и виртуальную машину vvp для симуляции.
vvp поддерживает интерфейс Verilog VPI (Verilog PLI 2.0) для интеграции с программами на языке Си.
В 2004 году являлся одним из 10 наиболее популярных симуляторов для Verilog.